# Sometimes I Forget
Sometimes I Forget är en Popsång av den svenska sångerskan tillika Idol-vinnaren Agnes från hennes tredje album Dance Love Pop. Låten är skriven av Anders Hansson, S.Diamond och Agnes. Det är den femte singeln totalt från albumet. 

## Lanseringshistorik
| Region    | Datum            | Format           | Bolag      |
| --------- | ---------------- | ---------------- | ---------- |
| Frankrike | 17 februari 2010 | Radiosingel      | Sony Music |
| Frankrike | 2010             | Digital Download | Sony Music |
| Frankrike | 2010             | CD-singel        | Sony Music |

## Tracklisting
Promo CD 
(Released: 17 februari 2010) (Label:Sony/M6/Roxy)
1. "Sometimes I Forget"  [French Radio Edit]  — 3:42
2. "Sometimes I Forget"  [UK Radio Edit]  —
3. "Sometimes I Forget"  [2FrenchGuys Mix French]  — 3:20
4. "Sometimes I Forget"  [2FrenchGuys Mix UK]  —

## Officiella remixer
- Album version - 3:35
- French Radio Edit
- 2FrenchGuys Mix French - 3:20
- 2FrenchGuys Mix UK
- UK Radio Edit